# Happy Feet
Happy Feet è un film d'animazione del 2006 diretto da George Miller. 
Nel 2011 è uscito il seguito Happy Feet 2, sempre diretto da George Miller, che come in questo caso è anche tra gli sceneggiatori e tra i produttori.

## Trama
In Antartide, tra i pinguini imperatore, tutti sanno cantare. Il piccolo Mambo, però, non ne ha la capacità, ma ha un grande talento nel ballare il tip-tap. Un giorno Mambo incontra un gruppo di gabbiani stercorari: alla zampa di uno di loro è stato attaccato un anello giallo dagli "alieni" (cioè gli umani). La sua vita cambia quando si innamora di Gloria, che dimostra grande talento nel cantare e viene accolta da tutti i pinguini, Mambo compreso. Però quando Gloria si esibisce in uno spettacolo, Mambo, senza volerlo, glielo rovina e viene allontanato. La mattina seguente Mambo viene inseguito da una foca leopardo, ma riesce a salvarsi, e si imbatte negli Amigos, una combriccola di pinguini di Adelia spagnoli che apprezzano il suo talento di ballerino. Insieme si scatenano in una grande festa, durante la quale causano involontariamente una valanga; nel caos, Mambo nota che dell'ormai crollato ghiacciaio è emerso un escavatore umano, e, desideroso di avere informazioni al riguardo, si fa protare dai suoi nuovi amici dal loro guru, Adone, un eccentrico pinguino saltarocce con un involucro di plastica attorno al collo, che vanta come un talismano donatogli dagli umani, il quale però respinge la richiesta.
Mambo, tornato fra i suoi simili, convince Gloria e tutti i pinguini a partecipare ad un enorme ballo di gruppo, ma questo fa infuriare Noè, il loro pseudo-sacerdote, che convince tutti a ritenere che la carestia che incombe sia causata dal ballo. Memphis, padre di Mambo, rivela inoltre a Norma Jean, la madre, che Mambo è diventato strano perché quando era nell'uovo era caduto (cosa considerata segno di sventura nella colonia); cerca anche di convincerlo a smettere di ballare e cominciare a cantare, ma poiché rifiuta Mambo viene esiliato. Prima di partire Mambo afferma a Noè che scoprirà tutto riguardo agli "alieni" e alla carestia di pesce, e ritornerà con la spiegazione.
Mambo e gli Amigos cercano dunque di chiedere lumi ad Adone, il quale sta soffocando a causa dell'involucro, e rivela, tramite una sciarada, di non essere un guru e di essersi ritrovato il rifiuto attorno al collo mentre nuotava nelle acque della Costa proibita, uno stabilimento baleniero abbandonato; pensando di trovare lì gli umani, Mambo, Adone e gli altri si mettono in viaggio, non prima di aver dissuaso Gloria, che voleva unirsi a lui, temendo per la sua incolumità. Dopo un estenuante cammino, passando per una colonia di elefanti marini che li avverte circa i rischi che corrono nel cercare gli umani, il gruppo di pinguini arriva alla costa, dove viene attaccato da due orche. Durante lo scontro, Adone riesce a liberarsi dal suo "talismano" grazie all'aiuto di Mambo, e a trarre in salvo gli altri su una lastra di ghiaccio. In quel momento, però, i protagonisti si imbattono in una flotta di enormi navi da pesca; salutando i suoi amici, Mambo si tuffa in mare aperto per fermare gli uomini, inseguendo le navi per chilometri, fino ad arenarsi, svenuto, su una spiaggia di una città della Florida, dove viene portato in un acquario gigantesco pieno di pinguini. Trovandosi faccia a faccia con gli uomini, cerca di comunicare con loro, ma invano, e ogni giorno che passa inizia a scivolare nella pazzia; tuttavia, quando una bambina tenta di interagire con lui battendo sul vetro, Mambo risponde con le sue mosse di tip-tap, attirando una grande folla che lo acclama.
Alla fine riesce a mantenere la parola data e a ritornare nella sua colonia, ma con un apparecchio trasmittente attaccato alla schiena. Improvvisamente il segnale si attiva e alcuni umani lo rintracciano, trovandolo con un elicottero. Davanti ai nuovi arrivati tutta la colonia, resasi conto della verità, si mette a ballare freneticamente. Poco dopo finiscono tutti in televisione e i politici, interpretando il ballo come un messaggio per l'umanità, vietano immediatamente la pesca in Antartide. È il grande trionfo di Mambo.
Il film si conclude con un ballo colossale di milioni di pinguini, compreso Noè e gli anziani.

## Personaggi
- Mambo: è il protagonista. Balla il Tip Tap ed è incapace di cantare. A causa di un incidente, nella fase adulta presenta ancora il piumaggio da pulcino, che perderà a poco a poco durante il film. Si innamora della sua amica di infanzia, Gloria da cui nel sequel Happy Feet 2 avrà un figlio di nome Erik, ed è doppiato da Elijah Wood.
- Gloria: è la migliore amica di Mambo. Cerca sempre di stare dalla parte di Mambo mentre gli altri pinguini lo deridono, ed è doppiata da Brittany Murphy.
- Ramon: è un Pinguino di Adelia che presenta una cresta marrone chiaro sulla testa. È di presunta origine spagnola ed è il capo del gruppo degli "Amigos"; è doppiato da Robin Williams. Nel film canta "My Way" di Frank Sinatra.
- Adone: è un pomposo e stravagante Pinguino saltarocce, considerato un guru dalla colonia dei pinguini di Adelia. Porta al collo un involucro di plastica che vanta come un talismano. Inizialmente, quando gli chiede informazioni circa gli umani, crede Mambo un pazzo, ma diventerà suo grande amico quando lo salva da due orche affamate. Anche lui doppiato da Robin Williams.
- Memphis: è il padre di Mambo, ed è la forma "pinguinesca" di Elvis Presley in cui, all'inizio del film, canta un suo celebre brano: "Heartbreak Hotel" (cantato da Hugh Jackman). A causa di una sua distrazione, gli casca l'uovo di Mambo nella neve gelida durante il periodo di cova, facendo nascere il piccolo "diverso" dagli altri. Si terrà sempre distaccato dall'atteggiamento insolito del figlio, anche se a fine film si scoprirà che anche a lui, un tempo, piaceva ballare.
- Norma Jean: è la madre di Mambo. È un chiaro riferimento a Marilyn Monroe di cui presenta il classico neo che la distingueva.
- Noe l'anziano: L'antagonista principale del film. È il capo dei pinguini imperatore. Non accetta il fatto che Mambo non sappia cantare ma ballare il tip-tap, e soprattutto non crede all'esistenza degli umani. Ma alla fine dovrà ricredersi e infine accetterà che Mambo abbia questo talento speciale che lo rende unico nella sua colonia. Si distingue facilmente dagli altri pinguini imperatore per via delle sue piume disordinate e sporche, per la gobba in mezzo alle spalle e per gli occhi neri e lucidi.
- Gabbiani stercorari: sono quattro gabbiani stercorari che Mambo incontra da piccolo; il loro capo, caratterizzato da un forte accento siciliano, porta alla zampa un anello giallo che gli è stato messo dagli umani. Cercano di mangiare Mambo dopo avergli spiegato che i gabbiani stercorari mangiano pesci e piccoli pinguini, ma Mambo si nasconde in un buco. Ricompaiono in una scena quando Mambo è adulto che cercano di rubargli invano un pesce.
- Foca Leopardo: all'inizio inseguirà Mambo per mangiarselo, ma poi ci rinuncia dopo aver sbattuto il muso contro il ghiaccio ed essersi stancata di inseguirlo.
- Orche marine: sono due orche che attaccano Mambo e i suoi amici, ma si arrendono dopo che questi ultimi si salvano su una banchisa di ghiaccio.

## Produzione
I movimenti del ballerino Savion Glover sono stati ripresi in motion capture per il tip tap di Mambo nelle principali sequenze di ballo del film.

### Colonna sonora
Le canzoni utilizzate sono Heartbreak Hotel di Elvis Presley, I Wish di Stevie Wonder, Somebody to Love dei Queen, Do It Again dei Beach Boys, My Way di Frank Sinatra, Kiss di Prince che ha acconsentito a rendere più "pinguinesco" il testo della canzone. 
Dal film sono state tratte due colonne sonore, una con le canzoni del film e una con i sottofondi musicali scritti da John Powell.
La ginnasta colombiana Natalia Sanchez ha usato le musiche del film come sottofondo per i suoi esercizi durante le olimpiadi di Pechino 2008.

## Distribuzione
Il film uscì nelle sale cinematografiche statunitensi il 17 novembre 2006, mentre in quelle italiane il 1º dicembre successivo.

## Accoglienza

### Incassi
Nonostante alcune critiche, il film d'animazione è riuscito a essere un successo incassando a livello internazionale circa 384200000 $; negli Stati Uniti d'America il film ha incassato ben 198000317 $, e in Italia circa 4451219 €.

## Riconoscimenti
- 2007 - Premio Oscar
  - Miglior film d'animazione a George Miller
- 2007 - Golden Globe
  - Miglior canzone originale (Song of the Heart) a Prince
  - Candidatura Miglior film d'animazione
- 2007 - Premio BAFTA
  - Miglior film d'animazione a George Miller
  - Candidatura Miglior colonna sonora a John Powell
- 2008 - Grammy Award
  - Candidatura Miglior colonna sonora a John Powell
  - Candidatura Miglior canzone (The Song Of The Heart) a Prince
- 2006 - Satellite Award
  - Candidatura Miglior film d'animazione o a tecnica mista
- 2007 - Saturn Award
  - Candidatura Miglior film d'animazione
- 2006 - Los Angeles Film Critics Association Awards
  - Miglior film d'animazione a George Miller, Warren Coleman e Judy Morris
- 2007 - Golden Reel Award
  - Candidatura Miglior montaggio sonoro (Effetti sonori)
- 2006 - Visual Effects Society
  - Candidatura Miglior scena (L'esilio di Mambo) a Damien Gray, Tim Gibson e Carl Prud'homme
- 2007 - AFI Award
  - Film dell'anno
- 2007 - Annie Award
  - Candidatura Miglior film d'animazione
  - Candidatura Miglior sceneggiatura a George Miller, John Collee, Judy Morris e Warren Coleman
- 2007 - ASCAP Award
  - Top Box Office Films a John Powell
- 2007 - AACTA Award
  - Global Achievement Award a George Miller
- 2006 - Critics' Choice Movie Award
  - Candidatura Miglior film d'animazione
  - Candidatura Miglior colonna sonora
- 2006 - Dallas-Fort Worth Film Critics Association Awards
  - Miglior film d'animazione
- 2006 - Golden Trailer Awards
  - Miglior film musicale
- 2007 - Kids' Choice Awards
  - Miglior film d'animazione
- 2007 - National Movie Awards
  - Candidatura Miglior film d'animazione
- 2006 - New York Film Critics Circle Awards
  - Miglior film d'animazione
- 2007 - Australian Screen Sound Guild
  - Colonna sonora dell'anno a Wayne Pashley
- 2006 - Awards Circuit Community Awards
  - Candidatura Miglior film d'animazione
- 2007 - Genesis Awards
  - Miglior film d'animazione
- 2007 - Gold Derby Film Awards
  - Candidatura Miglior film d'animazione
- 2006 - Golden Schmoes Awards
  - Candidatura Film d'animazione dell'anno
- 2007 - IF Awards
  - Box Office Achievement
- 2006 - International Film Music Critics Award
  - Miglior colonna sonora in un film d'animazione a John Powell
- 2006 - New York Film Critics, Online
  - Miglior film d'animazione
- 2007 - Online Film & Television Association
  - Candidatura Miglior film d'animazione a Bill Miller, George Miller e Doug Mitchell
  - Candidatura Miglior performance fuoricampo a Robin Williams
  - Candidatura Miglior performance fuoricampo a Elijah Wood
- 2007 - Online Film Critics Society Awards
  - Candidatura Miglior film d'animazione
- 2007 - PGA Awards
  - Candidatura Miglior produttore a Doug Mitchell, George Miller e Bill Miller
- 2006 - St. Louis Film Critics Association
  - Candidatura Miglior film d'animazione o per bambini a George Miller
- 2006 - Toronto Film Critics Association Awards
  - Miglior film d'animazione
- 2006 - Washington DC Area Film Critics Association Awards
  - Miglior film d'animazione
- 2006 - Women Film Critics Circle Awards
  - Miglior cast femminile d'animazione a Nicole Kidman e Brittany Murphy
- 2007 - World Soundtrack Awards
  - Candidatura Compositore dell'anno a John Powell

## Sequel
Nel 2011 è uscito un seguito, chiamato Happy Feet 2.

## Cortometraggio
Happy Feet 4-D Experience è un cortometraggio di 12 minuti in 4D che ripropone alcune delle scene essenziali del film, accompagnate dagli effetti speciali come vento, acqua, nebbia e movimento del sedile. Prodotto dalla SimEx-Iwerks, la versione 4D è uscita a marzo 2010 al Drayton Manor Theme Park. Altri parchi che hanno proposto questo cortometraggio sono stati il Sea World (2010-2011), Shedd Aquarium (2010–2012), il Moody Gardens (2010-2011), il Nickelodeon Suites Resort, e l'Adventure Aquarium.. In Italia è stato distribuito unicamente dal parco divertimenti Zoomarine (2015-2016).

## Citazioni
Oltre alle citazioni nei nomi dei genitori di Mambo, alla fine del film il pinguino Adone dice la frase Alla fine, l'amore che prendi è uguale all'amore che tu dai, dalla canzone The End dei Beatles. Durante la scena di Mambo nell'acquario, quando ha visioni rappresentanti i suoi genitori e amici, Gloria lo chiama Dave. Il nome Dave è un riferimento al personaggio Dave Bowman del film epico di finzione 2001: Odissea nello spazio, in cui Bowman interagisce con il computer HAL 9000, che parla con una voce simile al pinguino di Magellano.